# Laia Aleixandri
Laia Aleixandri López, född den 25 augusti 2000, är en spansk fotbollsspelare.

## Karriär
Laia Aleixandri inledde sin seniorkarriär i Atlético Madrid Femenino år 2017 innan hon 2022 kontrakterades av Manchester City. 2025 värvades hon av FC Barcelona. Hon har även representerat den spanska damlandslaget där hon debuterade år 2019.